# Santa Cruz Futebol Clube (Maceió)
Pour les articles homonymes, voir Santa Cruz Futebol Clube.
Le Santa Cruz Futebol Clube était un club brésilien de football basé à Maceió dans l'État de l'Alagoas.

## Palmarès
- Championnat de l'Alagoas :
  - Champion : 1945, 1948